# واحد گزینش

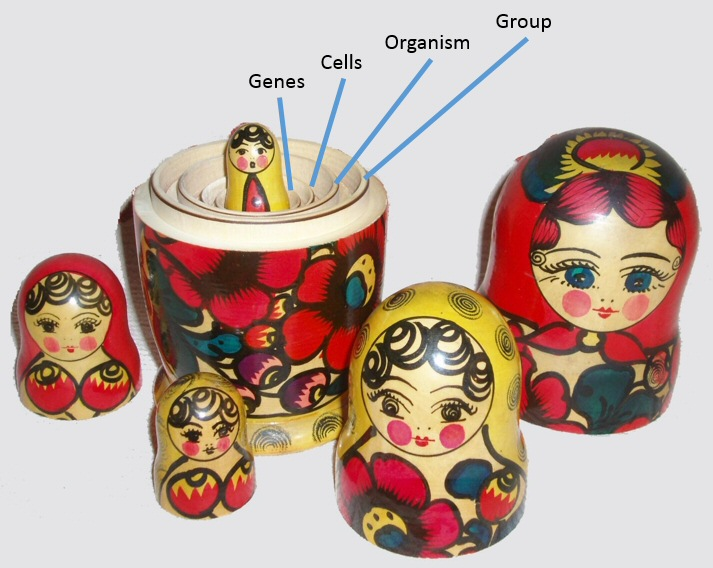
مدل انتخاب چندسطحی دیوید اسلون ویلسون و الیوت سوبر در سال ۱۹۹۴، که توسط مجموعه‌ای تودرتو از عروسک‌های روسی ماتروشکا نشان داده شده‌است. خود ویلسون مدل خود را با چنین مجموعه‌ای مقایسه کرد.

واحد گزینش یا واحد انتخاب یک جاندار در زیست‌شناسی در سلسله مراتب سازمان زیستی است (به عنوان نمونه، موجودی مانند: یک مولکول خودتکثیرشونده، یک ژن، یک یاخته، یک جاندار، یک گروه یا یک گونه) که تابع انتخاب طبیعی است. در میان زیست‌شناسان تکاملی بحث‌هایی در مورد میزان شکل‌گیری تکامل توسط فشارهای انتخابی در این سطوح مختلف وجود دارد.

## گزینش در سطح
- اسید نوکلئیک
- اپی‌ژن
- یاخته (سلول)
- رفتاری
- جاندار
- گروه
- گونه و سطح‌های بالاتر